# Шух (міра)
Шух (з нім. Schuch) — міра вимірювання довжини у руській системі мір. Дорівнювала двом кулакам, зімкнутим один з одним та з рівно відхиленими великими пальцями, що сягає 30 см і поділяється на 12 перстів. Використовувалася як міра дров. Також — чух, шуф, шуп, шук.